# Barbosa (São Paulo)
Barbosa is een gemeente in de Braziliaanse deelstaat São Paulo. De gemeente telt 6.944 inwoners (schatting 2009).

## Aangrenzende gemeenten
De gemeente grenst aan Avanhandava, José Bonifácio en Promissão.